# Красное небо. Чёрный снег
«Красное небо. Чёрный снег» — фильм режиссёра Валерия Огородникова по мотивам повести Василия Коньякова «Не прячьте скрипки в футляры».

## Сюжет
Маленький уральский город во время Великой Отечественной войны. Вахтеров, начальник лагеря для немецких военнопленных, без зазрения совести обогащается за счет средств, «сэкономленных» на их кормлении. У него сложные отношения с директором местного военного завода Зиновием Зальцманом, который требует выделять немцев на завод. В этом случае их кормят уже там, по рабочим нормам, что вполне устраивает пленных, но крайне не выгодно Вахтерову. Но отказать Зальцману он не может, потому что тот знает о его злоупотреблениях, видных невооружённым глазом. Чтобы как-то отделаться от Зиновия Яковлевича, Вахтеров пишет на него доносы, но и это не помогает.
Зато у Вахтерова хорошие отношения с бригадиром зальцмановского завода, ударником Фёдором Галимбиевским. У бригадира свой дополнительный источник дохода — он возглавляет местную банду, занимающуюся кражами. В этом деле ему помогает Сима Краева, весьма экзальтированная девушка, находящаяся в полном подчинении у брутально-мужественного Фёдора, но при этом безнадёжно влюблённая в одного из молодых рабочих, которые трудятся на заводе и одновременно проходят военную подготовку под началом капитана Геннадия Шатрова, контуженного в Испании.
И тут прибывает в город и устраивается работать на завод Лидия Салтанова, эвакуированная женщина с ребёнком. Бригадир Галимбиевский влюбляется в неё.

## В ролях
| Актёр                      | Роль                                  |
| -------------------------- | ------------------------------------- |
| Пётр Семак                 | Фёдор Евлампиевич Галимбиевский       |
| Елена Панова               | Лидия Салтанова                       |
| Алексей Девотченко         | Шатров                                |
| Игорь Скляр                | Зиновий Яковлевич Зальцман            |
| Александр Панкратов-Черный | Вахтеров                              |
| Елена Калинина             | Сима Краева                           |
| Геннадий Смирнов           | водитель Зиновия Яковлевича Зальцмана |